# Pseudocercospora synedrellae
Pseudocercospora synedrellae är en svampart som först beskrevs av J.M. Yen & Gilles, och fick sitt nu gällande namn av Deighton 1976. Pseudocercospora synedrellae ingår i släktet Pseudocercospora och familjen Mycosphaerellaceae.   Inga underarter finns listade i Catalogue of Life.